# Sobůlky
Sobůlky (německy Sobulek) jsou obec v okrese Hodonín v Jihomoravském kraji. Leží tři kilometry západně od Kyjova. Žije zde 836 obyvatel. Obcí protéká Sobůlský potok. Od roku 2001 je členem Sdružení obcí Severovýchod, od roku 2002 Mikroregionu Babí lom. Každoročně kolem 11. listopadu na svatého Martina jsou v obci pořádány hody.

## Historie
Území dnešní obce bylo osídleno nejpozději v 6. tisíciletí př. n. l. lidem tzv. Kultury s lineární keramikou. Archeologické nálezy dokládají osídlení i v následujících obdobích. První písemná zmínka o obci pochází z roku 1131, kdy je uváděna pod názvem Sobolkovici. Od roku 1664 obec používala vlastní pečeť. V roce 1884 byl zřízen hřbitov. V letech 1894-1896 byla vybudována silnice ze Sobůlek k okresní silnici ze Strážovic do Kyjova. V roce 1899 byla přestavěna škola z roku 1794. Během první světové války zahynulo 18 občanů. V legiích bojovalo 15 mužů. V letech 1932–1936 byla v obci zavedena elektřina, a v roce 1935 znovu rozšířena škola. Ve druhé světové válce bojovali v zahraniční tři občané. Sobůlky byly osvobozeny rumunskou armádou 28. dubna 1945. V roce 1947 byla otevřena mateřská škola a zaveden místní rozhlas. Roku 2010 byla postavena tělocvična, která má sloužit i kulturním potřebám obce.

## Samospráva

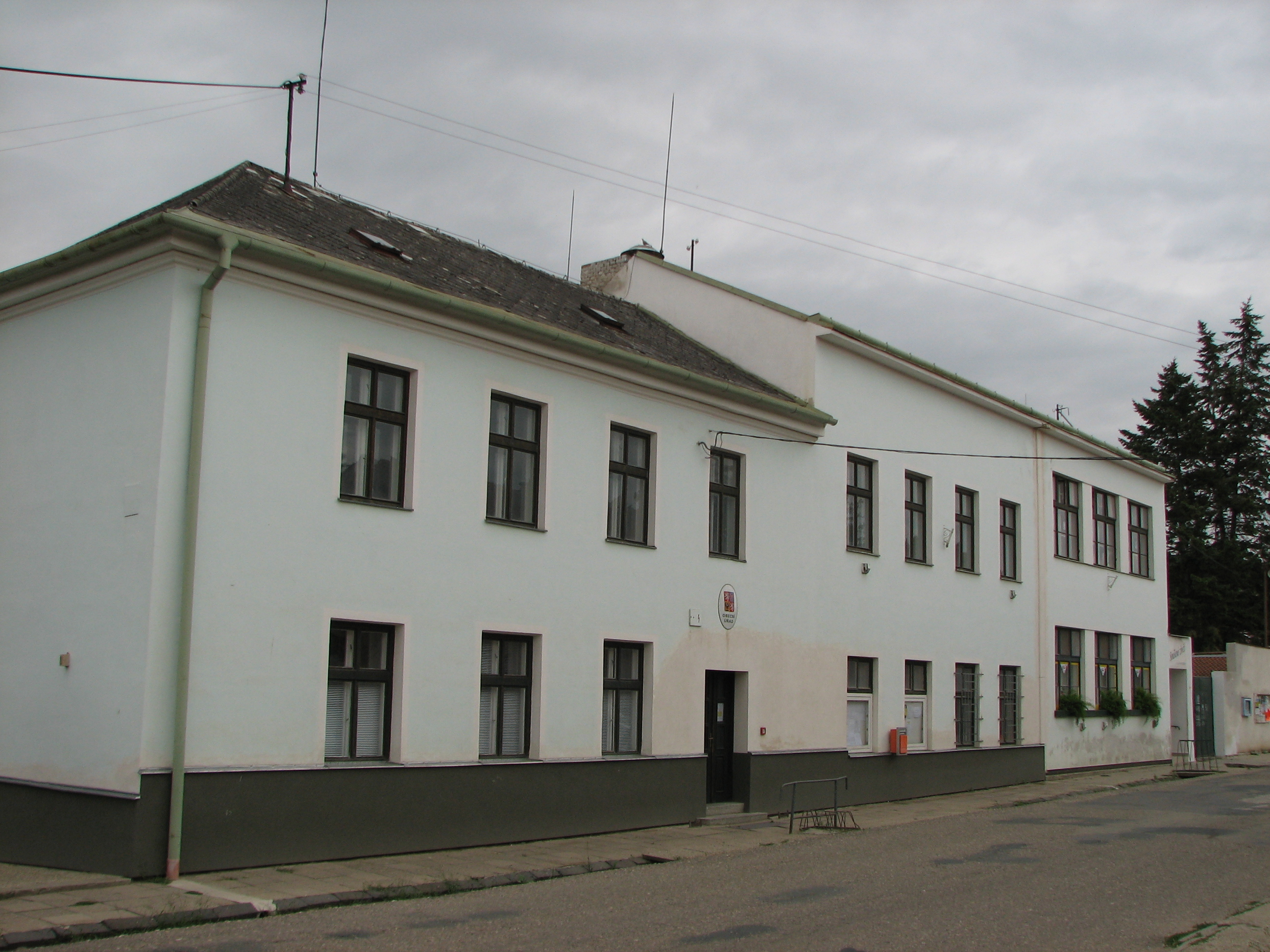
Obecní úřad

Zastupitelstvo obce má 9 členů. Voleb do zastupitelstva v říjnu 2022 se účastnilo 506 (tj. 69,6 %) voličů. Ve volbách zvítězilo místní uskupení Sobůlky především, které získalo 23,42 % hlasů a 2 mandáty v zastupitelstvu.Starostou byl zvolen František Svoboda a místostarostou Marian Mořický.
Obec náleží do senátního obvodu č. 79 - Hodonín. Do roku 1960 patřila do okresu Kyjov.

## Obyvatelstvo
Při sčítání lidu v roce 2001 se 80 % obyvatel přihlásilo k české národnosti, 17,3 % k moravské. 64,7 % se hlásilo k Římskokatolické církvi, 26,6 % bylo bez vyznání a 7,3 % obyvatel vyznání neuvedlo. Průměrný věk byl 37,5 let.
| Rok            | 1869 | 1880 | 1890 | 1900 | 1910 | 1921 | 1930 | 1950 | 1961  | 1970  | 1980 | 1991 | 2001 | 2011 | 2021 |
| -------------- | ---- | ---- | ---- | ---- | ---- | ---- | ---- | ---- | ----- | ----- | ---- | ---- | ---- | ---- | ---- |
| Počet obyvatel | 688  | 729  | 760  | 845  | 936  | 919  | 966  | 950  | 1 072 | 1 020 | 970  | 893  | 898  | 874  | 788  |
| Počet domů     | 166  | 172  | 182  | 188  | 191  | 195  | 217  | 253  | 267   | 265   | 263  | 301  | 293  | 296  | 306  |

## Obecní správa

### Obecní symboly
Znak a vlajka byly obci uděleny rozhodnutím předsedy Poslanecké sněmovny Parlamentu České republiky dne 28. listopadu 2000.

## Doprava
Sobůlkami prochází autobusová linka č. 729660 z Kyjova do Uhřic a Dambořic. V roce 2013 ze dvou autobusových zastávek v obci jezdilo do Kyjova 17 přímých spojů v pracovní dny a 5 spojů přes víkend. Z Kyjova je přímé železniční spojení s Brnem po trati č. 340 (tzv. Vlárská dráha).
Samotná obec se rozkládá kolem silnice III/0549, jižní neobydlenou části prochází silnice I/54 z Kyjova do Brna. V obci je začátek žlutě značené turistické cesty vedoucí přes Kyjov a Čeložnice do Koryčan (19 km) a je vhodnou cestou pro pěší do pohoří Chřiby. Zeleně značená trasa vede spíše polními cestami po obcích v Kyjovské pahorkatině.

## Pamětihodnosti
- Kaple Panny Marie Nejsvětějšího srdce z roku 1914 vznikla přestavbou bývalé sýpky a staré zvonice.
- Kaple svaté Heleny (nazývaná i Dluhošovská kaplička) z roku 1734 postavená rodem Dluhošů. Byla postavena na památku Heleny Dluhošové-Lévové, která zde vlastnila zemanský dvůr.
- Dřevěný vyřezávaný kříž z roku 1871 před kaplí Panny Marie Nejsvětějšího srdce
- Socha svatého Jana Nepomuckého z roku 1721
- Kaple svaté Barbory
- Socha svatého Jakuba u kaple Panny Marie Nejsvětějšího srdce
- Hradiště Vala, archeologické naleziště[12]
- Pomník obětem první a druhé světové války byl odhalen v květnu 1970
- Čtyři kamenné kříže na různých místech obce z let 1891, 1901, 1942 a 1946

## Osobnosti
- Jan Bárta (* 1984), cyklista, olympionik
- Veronika Dulíková

## Kultura
Sobůlky jsou bohaté také, co se týče kultury. Kromě každoročních hodů, které se konají, kolem poloviny listopadu jsou pořádány plesy jako je Fotbalový ples, Školní ples a plesovou sezónu uzavírají "ostatky". Další kulturní akcí, která se koná, je košt vína. Můžete zde ochutnat nejrůznější vzorky vín od místních vinařů. Na začátku léta je pořádána akce Fotbalové slavnosti, kde se konají pouliční turnaje.
Největší akcí, která se v této obci koná, jsou tradiční Martinské hody s věncem a káčerem. Tato událost trvá čtyři dny. Hody začínají povolením hodů od starosty, poté následuje hodová zábava. V sobotu jako tradičně stárci chodí po dědině a večer následuje hodová zábava s věncem. V neděli je uskutečněná Mše svatá a opět se chodí po dědině tentokrát s káčerem. Celé hody uzavírá další sobotu dozvuková zábava. Při této události jsou stárci a stárky oblečeny do tradičního kyjovského kroje.